# 130 Liberty Street
|  | Fremtidig bygning Denne artikel omhandler en bygning, der er under opførelse. Det er derfor muligt, at indholdet er af spekulativ natur, og ligeledes, at indholdet kan ændre sig markant efterhånden som flere oplysninger bliver tilgængelige. |

 Denne artikel omhandler den nye bygning 5. For den gamle bygning, se World Trade Center nr. 5.
World Trade Center 5 også kaldet 130 Liberty Street, er et forslag til en ny bygning som skal bygges i New York, som en del af det nye World Trade Center-kompleks.
Bygningen forventes at blive 900 fod (270 m) højt og have op til 1.500.000 kvadratmeter (139.000 m2) plads til rum. Forhandlinger blev indgået i april 2006 med Larry Silverstein, hvor han fik retten til at udvikle bygninger på stedet, der er udpeget til at hedde 1 World Trade Center.
De nuværende bygning Deutsche Bank har været genstand for dekonstruktion siden marts 2007. Den 22. juni meddelte, 2007 Port Authority of New York and New Jersey, at JPMorgan Chase vil bruge 290 millioner dollars til at leje stedet, indtil 2011 til en opførelse af et 42-etagers bygning.